# 芬喬奇街20號
芬喬奇街20號（20 Fenchurch Street）是位於英國倫敦芬喬奇街的一座商業大樓。因其外形類似一個對講機，而有「對講機樓」的暱稱。芬喬奇街20號於2014年春季竣工，2015年1月開放，是大倫敦第十二高的大樓。
2017年7月27日李錦記宣佈已经在前一天透過全資附屬公司無限極物業投資（香港）有限公司以12.825億英鎊（約128億港元）購入芬喬奇街20號的全部股權，这是当时英國最大的一笔單一商業辦公樓物業交易。

## 外部連結
- 官方网站